# جودي بينيت
جودي بينيت (بالإنجليزية: Judy Bennett)‏ هي بروفيسورة ومؤرخة نيوزيلندية، ولدت في 1944.